# Eliot Weinberger
Eliot Weinberger (ur. 6 lutego 1949 w Nowym Jorku) – amerykański pisarz, eseista, tłumacz, publicysta i krytyk literacki.
Eliot Weinberger jest autorem esejów,  prac krytycznoliterackich oraz redaktorem antologii poetyckich.

## Twórczość
- What I Heard about Iraq (2005)[2]
- An Elemental Thing (2007), pol. Z rzeczy pierwszych (2020)
- Karmic Traces (2000)
- Oranges and Peanuts for Sale (2009)
- The Ghosts of Birds (2016)
- Wodospady (2020)

## Redakcja antologii poetyckich
- American Poetry Since 1950: Innovators and Outsiders (1993)
- The New Directions Anthology of Classical Chinese Poetry (2007)[1]